# Gönyeli Spor Kulübü
El Gönyeli Spor Kulübü és un club de futbol turc-xipriota de la ciutat de Gönyeli.

## Palmarès
- Lliga turco-xipriota de futbol:[1]
  - 1971-72, 1977-78, 1980-81, 1992-93, 1994-95, 1998-99, 2000-01, 2007-08, 2008-09
- Copa turco-xipriota de futbol:[2]
  - 1985, 1995, 1998, 2000, 2008
- Cumhurbaşkanlığı Kupası (supercopa):
  - 1985, 1995, 1999, 2000